# Dracula senex-furens
Dracula senex-furens är en orkidéart som beskrevs av N.Peláez, Buitr.-delg. och Gary Mey. Dracula senex-furens ingår i släktet Dracula och familjen orkidéer.
Artens utbredningsområde är Colombia. Inga underarter finns listade i Catalogue of Life.